# Слаке
Слаке (словен. Slake) су некадашње насељено место у општини Подчетртек, Савињска регија, Словенија.

## Историја
До територијалне реорганизације у Словенији били су у саставу старе општине Шмарје при Јелшах. Године 1995. насеље је укинуто и спојено са насељем Сопоте у ново насеље Олимје.

## Становништво
| Број становника према пописима |
| ------------------------------ |
| 1991                           |
| 75                             |

Напомена: Године 1995. умањено за делове насеља који су припојени насељима Подчетртек и Вирштањ. Исте године је укинут и спојен са насељем Сопоте у ново самостално насеље Олимје.